# Мессьє 50
Мессьє 50 (також відоме як М50 та NGC 2323) є розсіяним скупченням в сузір'ї Єдинорога.

## Історія відкриття
Скупчення було відкрито Дж. Д. Кассіні до 1711 і незалежно відкрито Шарлем Мессьє в 1772 р.

## Цікаві характеристики
M50 знаходиться на відстані 3000 світлових років від Землі.

## Спостереження

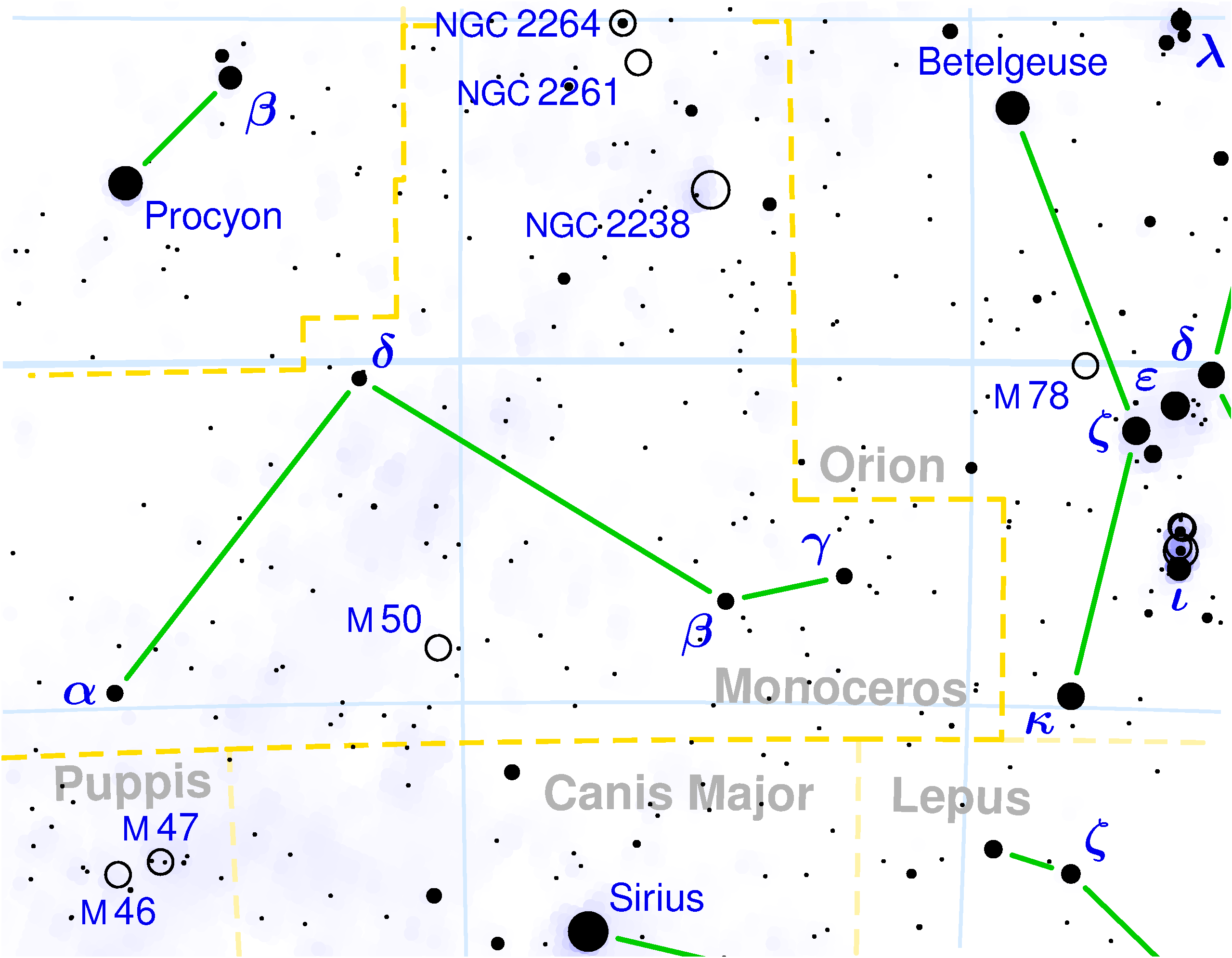
Розсіяне скупчення M50 в сузір'ї Єдинорога

Це не найвидатніше розсіяне скупчення з каталогу Мессьє. З території північних широт воно доступне для спостережень взимку. У бінокль чи шукач телескопа його слід шукати приблизно на півдорозі від α до β Єдинорога. М50 при збільшенні польового бінокля видно як компактну туманну плямочку з двома-трьома зануреними в неї зірками. Скупчення добре виділяється на небагатому зірками тлі зимового Чумацького шляху. У помірній апертури телескоп (127—150 мм) із збільшенням 60-90х скупчення майже повністю розпадається на 40-50 досить різних за блиском і кольором зірок, які утворюють фігуру, що нагадує вісімку. Зірки концентруються до геометричного центру скупчення. На південній околиці — яскрава помаранчева зірка.

### Сусіди по небу з каталогу Мессьє
- М42 / М43 — (на захід, в Оріоні) «Велика Туманність Оріона»;
- М41 — (на південь, у Великого Пса, під Сіріусом) яскраве і багате скупчення;
- М46, М47 і М93 — (на південний схід) скупчення в північній частині Корми;
- М48 — (на північний схід, в Гідрі) багате розсіяне скупчення

### Послідовність спостереження в «Марафоні Мессьє»
… М35 → М41 →М50 → М93 → М46 …

## Навігатори
Координати:  07г 03.2м 00с, +08° 20′ 00″